# Carlos de Cárdenas
Carlos de Cárdenas est un skipper cubain né le 2 janvier 1904 à La Havane et mort le 24 septembre 1994 à Miami.

## Carrière
Carlos de Cárdenas est médaillé d'argent champion olympique de voile en Star aux Jeux olympiques d'été de 1948 de Londres